# 肯珀 (伊利諾伊州)
肯珀（英語：Kemper）是位於美國伊利諾伊州澤西縣的一個非建制地區。該地的面積和人口皆未知。

## 地理
肯珀的座標為39°12′58″N 90°09′52″W / 39.21611°N 90.16444°W，而該地的平均海拔高度為167米（即545英尺）。